# Piazza di San Benedetto
Piazza San Benedetto è una piccola piazza di Firenze nei pressi di piazza del Duomo, nella zona più antica della città.
Nei lunghi secoli di storia la piazza cambiò nome più volte. Anticamente era conosciuta come piazza dei Maccheroni, dal nome di una famiglia che aveva le sue case in questa zona. Il nome venne cambiato all'epoca di Pietro Leopoldo, scambiandolo con una vicina piazzetta detta del Piscinale, forse per la presenza di un'antica fontana, che divenne la nuova piazza de' Maccheroni.
La chiesa di San Benedetto, fondata pare verso l'anno Mille ma sconsacrata nel 1771, diede poi il nome definitivo alla piazza.
Dalla piazza si può vedere la Cupola del Brunelleschi attraverso un vicoletto con alcuni archi rampanti.